# オートドロームサントゥスタッシュ

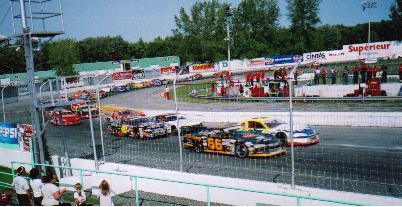
ショートトラック

 オートドロームサントゥスタッシュ(Autodrome Saint-Eustache)はカナダのケベック州サン・トゥスタッシュにあったサーキット1965年から2019年まで使用された。オーバルサーキットでは、NASCAR ウェレン・オール・アメリカン・シリーズやNASCARピンティーズシリーズなど開催されていた。